# Kärnten
Kärnten (slowenisch Koroška, Aussprache: [kɔˈroːʃka]) ist das südlichste Bundesland der Republik Österreich. Landeshauptstadt ist Klagenfurt am Wörthersee. An Kärnten grenzen im Westen das Bundesland Tirol, im Norden das Land Salzburg, im Norden und Osten die Steiermark und im Süden Italien und Slowenien.

## Geographie

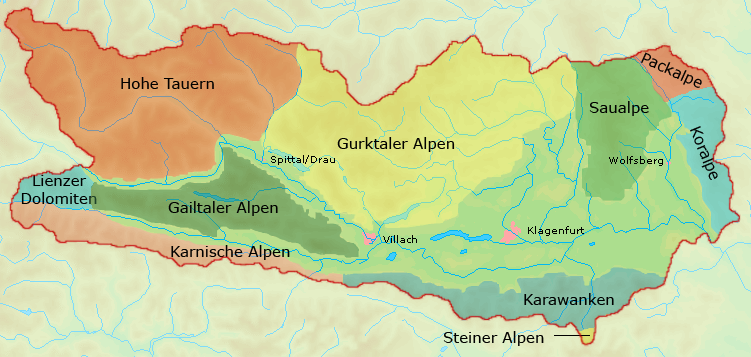
Gebirgszüge Kärntens, hellgrün: Becken und große Täler

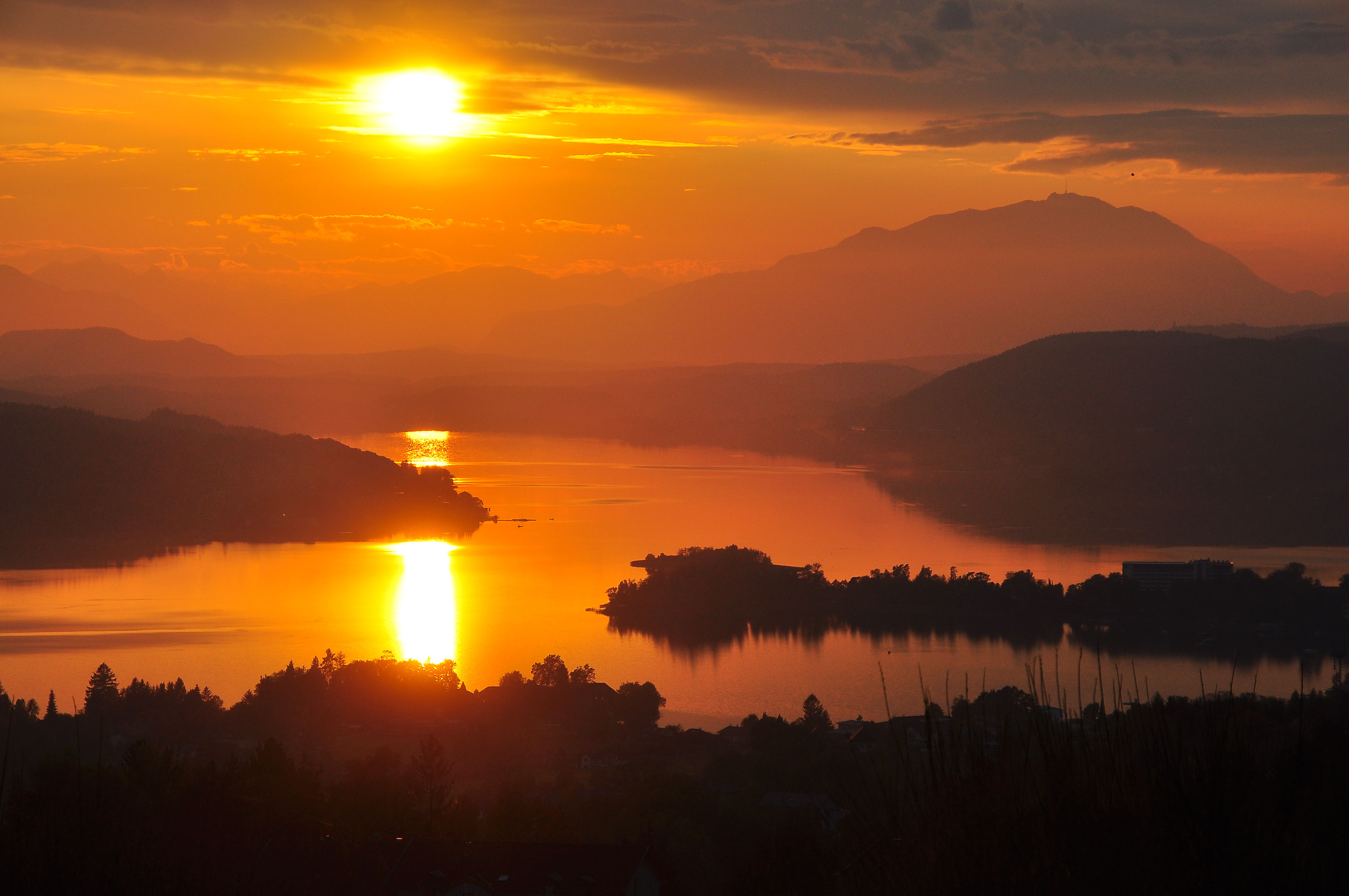
Wörthersee

Kärnten grenzt im Westen an Osttirol, im Nordwesten an Salzburg, im Nordosten an die Steiermark und im Süden an Slowenien sowie die italienischen Regionen Friaul und Venetien. Die Gesamtlänge der Grenzen zu den Nachbarstaaten beträgt 280 km. Die Einschnürung des Landesgebietes ungefähr in der Mitte auf nur 44 km ergibt zusammen mit den unterschiedlichen Geländeformen die Unterteilung in Oberkärnten (vom Hochgebirge geprägt) und Unterkärnten (vom Klagenfurter Becken geprägt). Im Klagenfurter Becken, das von den Österreichischen Zentralalpen im Norden und den Karawanken im Süden begrenzt wird, liegt die Landeshauptstadt Klagenfurt. Westlich davon liegt der Wörthersee. Dieser stellt gemeinsam mit den anderen Badeseen Kärntens eine wesentliche Grundlage für den Sommertourismus als bedeutenden Wirtschaftszweig des Landes da. 
Das Land wird von mehreren Tälern durchzogen, von denen die größten neben dem Drautal das Möll-, das Gail-, das Rosen-, das Jaun- und das Lavanttal sind. Der bedeutendste Fluss Kärntens ist die Drau. Die Wasserkraftwerke der ehemaligen „Draukraft“ liefern zwölf Prozent des Stroms für ganz Österreich.

### Geologie
Die Lage Kärntens in den Ostalpen spiegelt sich in einer großen Gesteinsvielfalt und komplexen Lagerungsverhältnissen der Gesteine wider. Folgende großtektonische Einheiten finden sich in Kärnten: Penninikum, Ostalpin, Südalpin sowie die tertiäre und quartäre Überdeckung.

#### Penninikum
Das Penninikum ist in Kärnten durch das Tauernfenster in den Hohen Tauern vertreten. Die aus variszischen Graniten hervorgegangenen Zentralgneise bauen den Sonnblickkern und den Ankogel-Hochalmspitzkern auf. Um sie liegt die Untere Schieferhülle des Alten Daches (vorvariszische Gneise) und die Obere Schieferhülle (metamorphe karbonatische und klastische Sedimente – Quarzite, Marmore und Bündnerschiefer mit Einschaltungen von aus untermeerischem Vulkanismus herrührendem Prasinit wie etwa am Großglockner).

#### Ostalpin
In Kärnten kommen alle Einheiten des Ostalpins vor: Unter-, Mittel- und Oberostalpin.
- Unterostalpin: Die Matreier Zone ist ein schmaler Gesteinsstreifen und begrenzt das Tauernfenster nach Süden. Die Gesteine wurden in der Kreide abgelagert und später metamorph überprägt. Auch als Tauernflysch bezeichnet, wird die Matreier Zone manchmal auch zum Tauernfenster gerechnet. Die aus Phylliten aufgebaute Katschbergzone im Bereich der Katschbergfurche begrenzt das Tauernfenster nach Osten.
- Mittelostalpin: Die mittelostalpinen Gebirge sind überwiegend aus Glimmerschiefern, Paragneisen, Orthogneisen, Amphiboliten, Quarziten, Eklogiten und Marmoren aufgebaut. Sie bauen die Schobergruppe, Kreuzeckgruppe, Teile der Goldeckgruppe, die Ossiacher Tauern, die südlichen und westlichen Teile der Nockberge sowie Sau- und Koralpe auf. Der überwiegende Teil ist dem Altkristallin zuzurechnen. Im Nockgebiet treten mesozoische Sedimente auf, die als Stangalm-Mesozoikum bezeichnet werden und von der Innerkrems über den Predigerstuhl bis südlich Bad Kleinkirchheim ziehen.
- Oberostalpin: Dieser Einheit gehören die Gurktaler Decke und der Drauzug (Gailtaler Alpen und Nordkarawanken) an. Sie überlagern das Altkristallin. Die Gurktaler Decke besteht aus metamorph überprägten altpaläozoischen Sedimenten (Phyllite, Quarzite, Kieselschiefer, Karbonate) sowie aus basischen Vulkaniten (Metatuffe, Diabase, Grünschiefer). Im Bereich Turracher Höhe – Königstuhl treten Sedimente des Oberkarbons auf, die reich an pflanzlichen Fossilien sind und lokal Anthrazitkohle enthalten. Ebenso im Nockgebiet treten am Pfannock oberostalpine mesozoische Sedimente auf, die zwischen der Gurktaler Decke und dem mittelostalpinen Stangalm-Mesozoikum „eingerollt“ wurden.

Die Gailtaler Alpen und die Nordkarawanken bestehen aus einem kristallinen Grundgebirge (Gailtalkristallin, Eisenkappler Kristallin) und aufgelagerten Sedimenten. Diese reichen in den Gailtaler Alpen vom Perm bis zur Obertrias, in den Karawanken bis in die Unterkreide; sie enthalten in unterschiedlichem Ausmaß karbonatische Gesteine. Eigene Schollen bilden das Karbon von Nötsch westlich des Dobratsch-Massivs. Die Nordkarawanken nördlich der Periadriatischen Naht bestehen aus permomesozoischen Gesteinen, dem Eisenkappler Diabaszug sowie dem Eisenkappler Altkristallin, Granit und Tonalit.

#### Südalpin
Zum Südalpin gehören in Kärnten die Karnischen Alpen und die Südkarawanken. Sie liegen südlich der Periadriatischen Naht. Die Karnischen Alpen sind aus überwiegend marinen Sedimenten aus dem jüngeren Ordovizium bis zur Trias aufgebaut. Ein tieferes, vorwiegend altpaläozoisches Stockwerk ist überwiegend aus Sandsteinen (Grauwacken und Quarzite) aufgebaut. Das jüngere, höhere Stockwerk setzt sich aus quarzreichen Sandsteinen, Tonschiefern und fossilreichen Kalken zusammen und bildet die Auernig- und Rattendorfer Schichten. Die Südkarawanken sind ähnlich aufgebaut wie die Karnischen Alpen. Das tiefere Stockwerk aus ordovizischen bis karbonischen Gesteinen tritt im Seeberger Aufbruch zutage. Die Hauptkette besteht aus jungpaläozoischen Sedimentgesteinen und mächtigen marinen Ablagerungen der Trias. Letztere bauen die wichtigsten Massive wie Koschuta, Vertatscha, Hochstuhl und Mittagskogel auf.

#### Tertiär
Das Zeitalter des Tertiär war durch die alpidische Gebirgsbildung geprägt. Im Zuge der Faltungsprozesse sanken manche Gebiete ab, es entstand zum Beispiel das Lavanttaler Becken, das mit rund 1000 Meter mächtigen Sedimenten gefüllt wurde. Dabei entstanden auch die Braunkohleflöze, die bis 1968 bei St. Stefan abgebaut wurden. Bei Kollnitz nahe St. Paul liegt der einzige Basalt Kärntens. Im Klagenfurter Becken wurden im Zuge der Erosion der stark gehobenen Karawanken die Sattnitzkonglomerate abgelagert, ebenso die tertiären Sedimente des Karawankenvorlandes (Bärentalkonglomerat).

#### Quartär
Das Quartär war durch die Eiszeiten geprägt. Durch die Gletscherwirkung entstanden die Trogtäler und Kare sowie zahlreiche Grund-, End- und Seitenmoränen. Schmelzwässer lagerten große Mengen an Sedimenten ab, besonders im Klagenfurter Becken. Auch die Becken der Kärntner Seen wurden in dieser Zeit ausgeschürft, vor allem durch den breit verästelnden Draugletscher.

### Klima
| Station                  | Seehöhe (m) | Jahresnieder- schlag (mm) | Temperaturmittel (°C) | Temperaturmittel (°C) | Temperaturmittel (°C) | Zeitraum  |
| Station                  | Seehöhe (m) | Jahresnieder- schlag (mm) | Jahr                  | Jänner                | Juli                  | Zeitraum  |
| ------------------------ | ----------- | ------------------------- | --------------------- | --------------------- | --------------------- | --------- |
| Sonnblick                | 3105        | 1620                      | −5,7                  | −12,5                 | 1,8                   | 1961–1990 |
| Heiligenblut             | 1315        | 857                       | 4,1                   | −5,8                  | 13,9                  | 1977–1990 |
| Bad Bleiberg             | 904         | 1336                      | 5,5                   | −5,3                  | 15,4                  | 1961–1990 |
| Nassfeld                 | 1525        | 2121                      | 3,2                   | −4,3                  | 11,8                  | 1961–1978 |
| Friesach                 | 634         | 748                       | 6,7                   | −4,7                  | 16,7                  | 1961–1990 |
| Klagenfurt am Wörthersee | 447         | 902                       | 7,6                   | −4,8                  | 18,3                  | 1961–1990 |
| Sankt Andrä-Winkling     | 468         | 811                       | 7,4                   | −4,3                  | 17,7                  | 1961–1990 |

Kärnten befindet sich in der gemäßigten Klimazone Mitteleuropas. Der mediterrane Klimaeinfluss wird meist überschätzt. Auch ist der Alpenhauptkamm zwar eine deutliche Wetterscheide, aber insbesondere im östlichen Teil der Ostalpen keine Klimascheide. Das Klima wird jedoch durch die Lage nach Süden, durch das Relief und andere lokale Gegebenheiten stark modifiziert, so dass das Klima sehr kleinräumig strukturiert ist.
Ein wichtiges Phänomen des Klagenfurter Beckens und der angrenzenden Täler ist die winterliche Temperaturumkehr. Der Kaltluftsee und damit meist auch die Nebeldecke reicht dabei häufig in Höhen bis 1000 m ü. A. Die Temperaturen in Höhenlagen zwischen 1000 und 1400 Metern sind daher oft um 15 °C höher als im Tal. Der Kärntner Kältesee ist der größte der Ostalpen und die Hauptursache für eine gegenüber anderen Regionen Österreichs relativ geringe Jahresmitteltemperatur und dafür, dass Kärnten anders als u. a. Teile Südtirols oder das Tessin keinen ganzjährigen Temperaturvorteil gegenüber den Regionen nördlich des Alpenhauptkamms aufweist.
Der (unzutreffende) Eindruck eines mediterran beeinflussten Klimas kommt im Wesentlichen durch die warmen und sonnenreichen Sommermonate zustande, die v. a. für den Tourismus relevant sind. So wird an vielen Stationen im Klagenfurter Becken und den angrenzenden Haupttälern im Juli ein mittleres Tagesmaximum von über 25 °C erreicht, was im Vergleich zu anderen Regionen Österreichs überdurchschnittlich ist.
Die jährliche Temperaturschwankung beträgt in Tallagen meist 20 bis 24 °C, während sie in Berglagen nur 14 bis 20 °C beträgt.
Der Niederschlag folgt dem mitteleuropäischen Muster mit Niederschlagsminima im Winter (Februar) und Maxima im Sommer. In den südlichen Landesteilen (Gailtal, Gailtaler Alpen, Karawanken) kommt als südalpisches Element ein zweites Niederschlagsmaximum im Spätherbst (Oktober/November) infolge der Adria- beziehungsweise Genua-Tiefs hinzu. Der Niederschlag im Sommer erfolgt vielfach über Starkregen, besonders Gewitter. Generell sinken die Jahresniederschlagsmengen von West nach Ost. Die Gebirge im Nordwesten und im Süden erhalten besonders hohe Niederschläge (über 2000 mm pro Jahr), während die übrigen Landesteile sich im Regenschatten befinden. Trocken sind vor allem die Bereiche Krappfeld (750 mm), Görtschitztal und Unteres Lavanttal (800 mm), aber auch das nördliche Klagenfurter Becken, das Möll- und Liesertal.
Die Zahl der Tage mit Schneebedeckung beträgt im Klagenfurter Becken und den großen Tälern 75 bis 100 Tage, im Unteren Lavanttal noch weniger. In weiten Teilen der Gebirge liegt sie jedoch über 150 Tagen. Umgekehrt verhält es sich mit der Dauer der Vegetationsperiode (Tage über +5 °C): Sie beträgt im Hochgebirge unter 90 Tage, in großen Teilen des Landes 180 bis 220 Tage, im Drautal, im Klagenfurter Becken und im Unteren Lavanttal 220 bis 230 Tage.
| Kulturart                     | Fläche (ha) |
| ----------------------------- | ----------- |
| Ackerland                     | 64.621      |
| Haus- und Nutzgärten          | 388         |
| Obstanlagen                   | 298         |
| Einmähdige Wiesen             | 3.650       |
| Mehrmähdige Wiesen            | 76.684      |
| Kulturweiden                  | 11.396      |
| Hutweiden                     | 18.156      |
| Almen und Bergmähder          | 115.115     |
| Streuwiesen                   | 211         |
| Wald                          | 450.833     |
| Nicht mehr genutztes Grünland | 15.555      |
| anderes Kulturland            | 285         |
| Gewässer                      | 7.160       |
| andere unproduktive Flächen   | 85.737      |

| Feldfrucht                      | Anbaufläche (1000 ha) | Ernte (t) | Ertrag (dt/ha) |
| ------------------------------- | --------------------- | --------- | -------------- |
| Weizen                          | 2,9                   | 12.923    | 44,3           |
| Roggen                          | 0,7                   | 2.485     | 36,4           |
| Gerste                          | 6,0                   | 30.850    | 51,1           |
| Hafer                           | 0,9                   | 3.353     | 36,6           |
| Körnermais                      | 17,6                  | 206.984   | 117,6          |
| Kartoffeln                      | 0,4                   | 10.757    | 261,6          |
| Klee (insgesamt)                | 4,9                   | 41.441    | 84,5           |
| Silo- und Grünmais in Grünmasse | 9,3                   | 469.432   | 504,0          |
| Wechselgrünland (Egart)         | 11,1                  | 90.655    | 81,4           |
| Wiesen einmähdig                | 3,7                   | 14.529    | 37,5           |
| Wiesen zwei- u. mehrmähdig      | 76,7                  | 578.353   | 75,4           |

Bodennutzung
- 57,6 % der Landesfläche (5490 km²) sind von Wald bedeckt, rund die Hälfte davon sekundäre Fichtenforste
- 15,6 % (1500 km²) sind subalpine und alpine waldfreie Vegetation
- 19,4 % bilden den agrarischen Hauptarbeitsraum
  - 9,1 % Acker-Grünlandkomplexe
  - 10,3 % Wirtschaftsgrünland
- 0,31 % sind größere Feuchtbiotope
- 5,13 % (490 km²) Siedlungs- und Verkehrsflächen
- 1,14 % Wasserflächen
- 0,54 % Gletscher
- 0,28 % Pistenflächen

Eine detailliertere Darstellung nach agrarischen Gesichtspunkten bietet die Tabelle.

### Fauna
In Kärnten sind rund 15.000 Tierarten bekannt. Die Zusammensetzung der Fauna lässt sich durch die Wiederbesiedlung des Gebietes nach der letzten Eiszeit, in der Kärnten großteils vergletschert war, erklären. Die erste Welle der Wiederbesiedlung fand durch alpine Faunenelemente statt, die heute in den kühlen Gebirgsregionen beheimatet sind, zum Beispiel Alpenapollo (Parnassius phoebus), Alpenmurmeltier (Marmota marmota) und Gämse (Rupicapra rupicapra). Vertreter der nordisch-alpinen Fauna, die heute in Skandinavien und in den Alpen vorkommen, sind die Bodenschrecke (Podisma frigida) und der Schneehase (Lepus timidus).
Der größte Teil der Kärntner Fauna ist in den Waldgebieten Europas und Asiens beheimatet (baltische Tierwelt). Diese Arten wanderten ein, als sich Kärnten wieder bewaldete. Typische Vertreter sind Hirschkäfer (Lucanus cervus), das Große Nachtpfauenauge (Saturnia pyri) und die Kreuzotter (Vipera berus).
Vertreter des pontischen Faunenelements aus Osteuropa ist der Balkan-Moorfrosch (Rana arvalis wolterstorffi). Die aus dem Mittelmeergebiet zugewanderten Arten der illyrisch-mediterranen Fauna sind zum Beispiel die Kroatische Gebirgseidechse (Iberolacerta horvathi), die Steinrötel (Monticola saxatilis) und die Sandviper (Vipera ammodytes). Sie haben in Kärnten ihre nördliche Verbreitungsgrenze.
Etwa 150 Tierarten sind in Kärnten endemisch. Einige Beispiele sind Kärntner Schließmundschnecke (Macrogastra badia carinthiaca), Kärntner Rollassel (Armadillidium carynthiacum) und die Kärntner Gebirgsschrecke (Miramella carinthiaca). Laut Schmalfuss ist Armadillidium carynthiacum sehr wahrscheinlich nur ein Synonym für die in Mitteleuropa verbreitete Rollassel Armadillidium opacum.
Es wurden auch etliche Neozoen heimisch. Neben den in Europa weitverbreiteten Arten wie Regenbogenforelle (Oncorhynchus mykiss), Kartoffelkäfer (Leptinotarsa decemlineata), Spanische Wegschnecke (Arion vulgaris) oder Rosskastanienminiermotte (Cameraria ohridella) kommen in Kärnten auch seltenere Arten wie die afrikanischen Buntbarsche Hemichromis fasciatus und Hemichromis bimaculatus im Warmbach von Villach oder der Japanische Eichenseidenspinner (Antherea yamamai) vor.
Mit dem Nachweis der Steppen-Bartfledermaus in Kärnten sind in Österreich nunmehr 29 heimische Fledermausarten belegt und mit Alpiscorpius germanus (Deutscher Skorpion), Alpiscorpius ypsilon, Euscorpius gamma (Gamma Skorpion) und Euscorpius tergestinus (Triestiner Skorpion) sogar vier Skorpionarten in Österreich, mit Schwerpunkt Kärnten.

### Verwaltungsgliederung

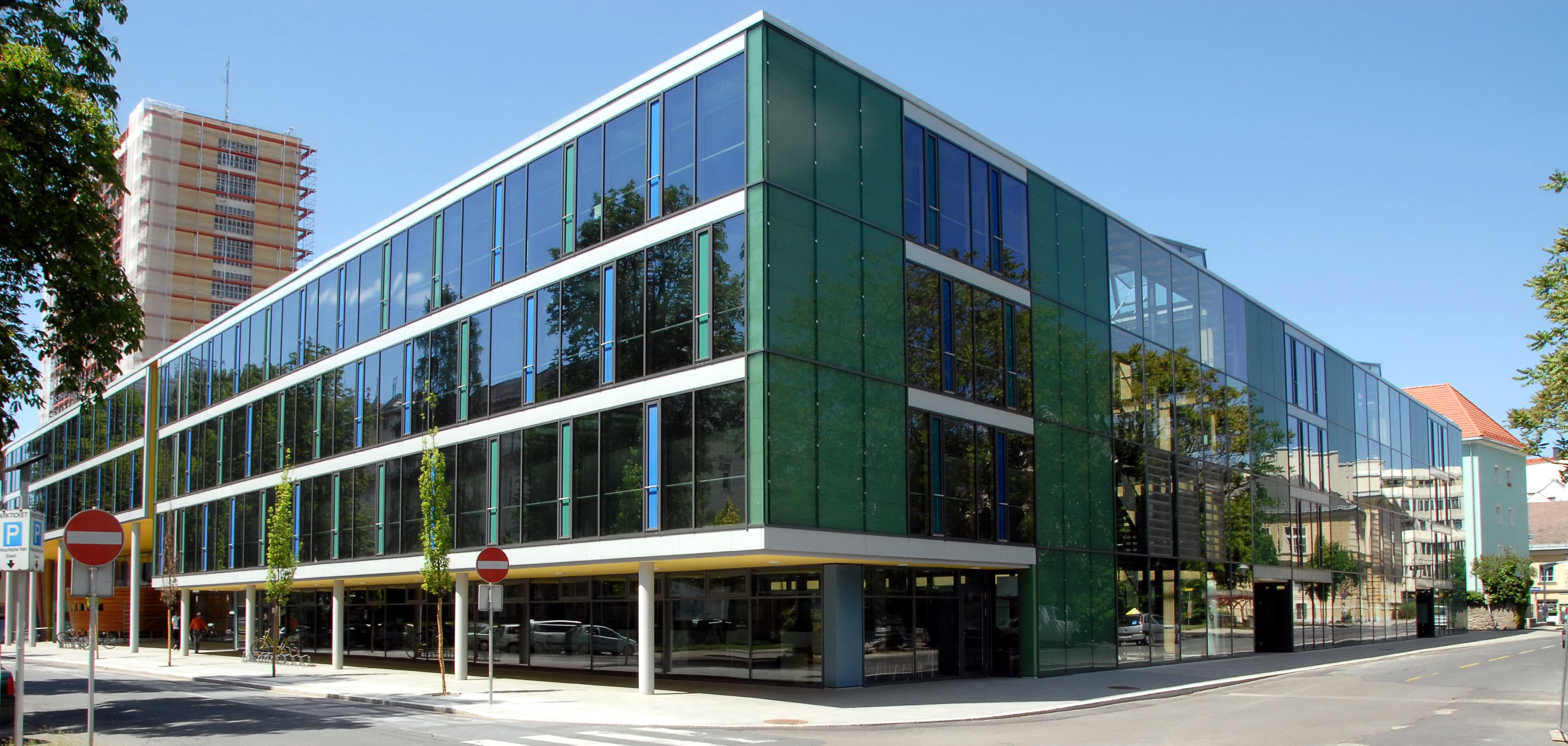
Neues Verwaltungszentrum des Landes Kärnten in Klagenfurt

Politische Bezirke in Kärnten

Kärnten besteht aus 132 selbständigen Gemeinden und ist in zehn politische Bezirke (inklusive der zwei Statutarstädte Klagenfurt und Villach) gegliedert.
| Bezirk bzw. Statutarstadt   | Kfz- Kz. | Fläche in km² | Einwohner (1. Jänner 2025) | Gemeinden gesamt | davon Städte | davon Markt- gemeinden |
| --------------------------- | -------- | ------------- | -------------------------- | ---------------- | ------------ | ---------------------- |
| Klagenfurt am Wörthersee    | K        | 120,11        | 105.256                    | 1                | 1            | –                      |
| Bezirk Klagenfurt-Land      | KL       | 765,77        | 62.060                     | 19               | 1            | 8                      |
| Bezirk Feldkirchen          | FE       | 558,53        | 30.111                     | 10               | 1            | –                      |
| Bezirk Hermagor             | HE       | 808,15        | 17.941                     | 7                | 1            | 2                      |
| Bezirk St. Veit an der Glan | SV       | 1.493,61      | 53.950                     | 20               | 4            | 9                      |
| Bezirk Spittal an der Drau  | SP       | 2.765,04      | 75.545                     | 33               | 3            | 10                     |
| Villach                     | VI       | 134,92        | 65.749                     | 1                | 1            | –                      |
| Bezirk Villach-Land         | VL       | 1.009,39      | 65.656                     | 19               | –            | 10                     |
| Bezirk Völkermarkt          | VK       | 907,64        | 41.981                     | 13               | 2            | 3                      |
| Bezirk Wolfsberg            | WO       | 973,67        | 51.846                     | 9                | 3            | 4                      |

| Stadt/Gemeinde            | Bezirk | Einwohner |
| ------------------------- | ------ | --------- |
| Klagenfurt am Wörthersee  | K      | 105.256   |
| Villach                   | VI     | 65.749    |
| Wolfsberg                 | WO     | 24.961    |
| Spittal an der Drau       | SP     | 15.341    |
| Feldkirchen in Kärnten    | FE     | 14.528    |
| Sankt Veit an der Glan    | SV     | 12.234    |
| Völkermarkt               | VK     | 10.902    |
| Sankt Andrä               | WO     | 9.840     |
| Finkenstein am Faaker See | VL     | 9.466     |
| Velden am Wörther See     | VL     | 9.183     |

| Stadt/Gemeinde               | Bezirk | Fläche in km² |
| ---------------------------- | ------ | ------------- |
| Wolfsberg                    | WO     | 278,31        |
| Malta                        | SP     | 261,92        |
| Metnitz                      | SV     | 223,14        |
| Krems in Kärnten             | SP     | 207,14        |
| Hermagor-Pressegger See      | HE     | 204,82        |
| Eisenkappel-Vellach          | VK     | 199,15        |
| Heiligenblut am Großglockner | SP     | 193,53        |
| Lesachtal                    | HE     | 190,75        |
| Kötschach-Mauthen            | HE     | 154,14        |
| Reißeck                      | SP     | 139,86        |

| Stadt                         | Bezirk | Stadterhebung |
| ----------------------------- | ------ | ------------- |
| Klagenfurt                    | K      | 1252          |
| Villach                       | VI     | 1240          |
| Sankt Veit an der Glan        | SV     | 1224          |
| Friesach                      | SV     | 1215          |
| Althofen                      | SV     | 1993          |
| Straßburg                     | SV     | 1382          |
| Wolfsberg                     | WO     | 1331          |
| Sankt Andrä                   | WO     | 1289          |
| Bad St. Leonhard im Lavanttal | WO     | 1311          |
| Völkermarkt                   | VK     | 13. Jh.       |
| Bleiburg                      | VK     | 1370          |
| Ferlach                       | KL     | 1930          |
| Hermagor-Pressegger See       | HE     | 1930          |
| Feldkirchen in Kärnten        | FE     | 1930          |
| Spittal an der Drau           | SP     | 1930          |
| Gmünd in Kärnten              | SP     | 1346          |
| Radenthein                    | SP     | 1995          |

## Bevölkerung

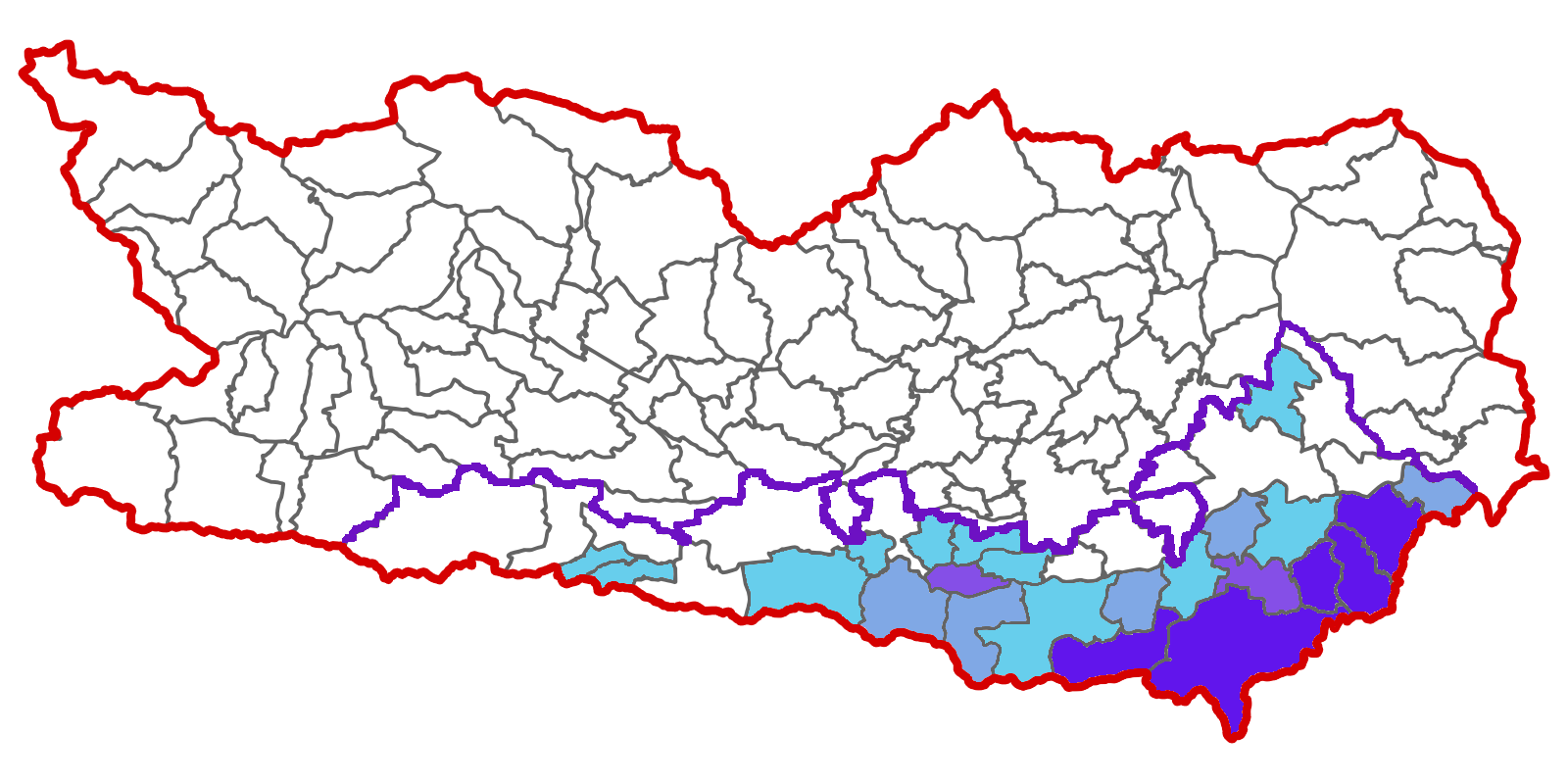
Gebiete mit slowenischer Bevölkerung:
5–10 %
10–20 %
20–30 %
> 30 %

Der größte Teil der Bevölkerung Kärntens siedelt im Klagenfurter Becken zwischen Villach und Klagenfurt.
Im Jahr 2008 gab es 4718 Lebendgeborene. Der Anteil der unehelich Geborenen lag bei 53,3 %, mit Abstand Spitzenwert in Österreich. Dem standen 5385 Todesfälle gegenüber, was eine negative Geburtenbilanz von −667 ergab. Ein leichtes Bevölkerungswachstum ergab sich durch die positive Wanderungsbilanz von 939 Personen, wobei hier einer Abwanderung ins übrige Österreich von 675 Personen eine Zuwanderung aus dem Ausland von 1614 Personen gegenüberstand. Die Zahl der Einbürgerungen ging im Jahr 2008 mit 427 Einbürgerungen wiederum stark zurück. Die Bevölkerungsprognose sagt Kärnten als einzigem Bundesland bis 2050 einen leichten Bevölkerungsrückgang um rund 2 % voraus.
Im Jahr 2008 hatten rund 51.700 Personen einen Migrationshintergrund. Davon waren 41.500 Personen im Ausland geboren, 10.200 waren in Österreich geborene Kinder von im Ausland geborenen Eltern. Der Anteil der Bevölkerung mit Migrationshintergrund lag im Jahr 2008 in Kärnten bei 9,3 % der Gesamtbevölkerung, rund die Hälfte des Österreich-Wertes von 17,5 %.
Bis zum Jahr 2017 ist der Anteil der Bevölkerung mit Migrationshintergrund in Kärnten auf 12,8 % gestiegen, dennoch bleibt diese Zahl nur halb so hoch wie im österreichischen Durchschnitt, wo annähernd ein Viertel der Bevölkerung Migrationshintergrund aufweist.
Die Mehrheit der Bevölkerung Kärntens ist deutschsprachig. Im Süden des Bundeslandes (vor allem in den Bezirken Villach-Land, Klagenfurt-Land und Völkermarkt) leben Kärntner Slowenen als anerkannte Minderheit. Die Diskussion über die Volksgruppenrechte (z. B. zweisprachige Ortsschilder) wurde sehr emotional geführt (siehe hierzu Ortstafelstreit).
Die Anzahl der in Kärnten lebenden Slowenen ist umstritten. Als Resultat einer im Jahr 1991 durchgeführten Erhebung in zweisprachigen Pfarren, bei der nach der Umgangssprache der Pfarrangehörigen gefragt wurde, ergab sich eine Zahl von 50.000 slowenischen Volksgruppenangehörigen. Laut Volkszählung im Jahr 2001 gaben hingegen 13.225 in Österreich Geborene Slowenisch als Umgangssprache an, davon 11.119 in Kärnten mit der Angabe Slowenisch und 535 mit der Angabe Windisch.

### Bevölkerungsentwicklung
| Bekenntnis      | Kärnten | Österreich |
| --------------- | ------- | ---------- |
| Katholisch      | 68,1 %  | 61,4 %     |
| Evangelisch     | 10,3 %  | 3,7 %      |
| Islam           | 2,0 %   | 4,2 %      |
| Orthodox        | 0,8 %   | 2,2 %      |
| ohne Bekenntnis | 7,9 %   | 12,0 %     |

### Religionen
Der größte Teil der Bevölkerung bekennt sich zur römisch-katholischen Kirche, der Anteil von Anhängern der evangelischen Kirche ist nach dem Burgenland (13,3 %) in Kärnten mit 10,3 % der zweithöchste in Österreich.
Die katholische Diözese Gurk ist in ihrem Umfang praktisch deckungsgleich mit dem Bundesland. Der Landespatron von Kärnten ist der Heilige Josef (19. März), die Heilige Hemma von Gurk (27. Juni) ist die Landesmutter. Die evangelische Superintendentur Kärnten und Osttirol betreut die evangelischen Christen Augsburgischen und Helvetischen Bekenntnisses.
Kärnten gehört zum Sprengel Graz der Islamischen Glaubensgemeinschaft in Österreich. Kärntner jüdischen Glaubens gehören zur israelitischen Kultusgemeinde für die Steiermark – diese erstreckt sich auch auf das Bundesland Kärnten und die politischen Bezirke des Burgenlandes Oberwart, Güssing und Jennersdorf. Kärntner altkatholischen Glaubens gehören zur Kirchengemeinde Klagenfurt (Kärnten und Osttirol). Altkatholische Gottesdienststätten gibt es in Klagenfurt (St. Markus) und in Villach (Burgkapelle).

## Geschichte

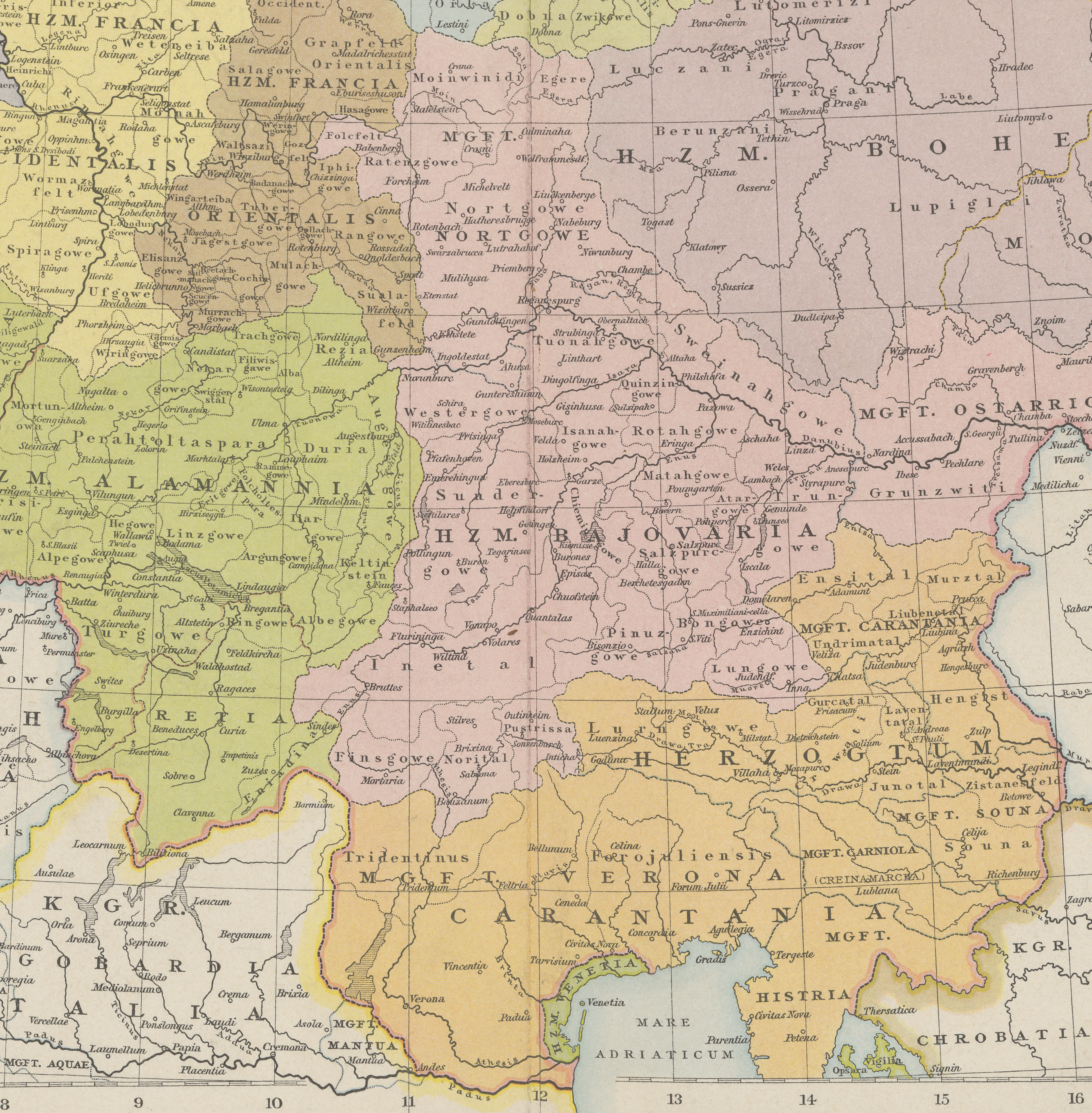
In Ocker: Herzogtum Kärnten mit seinen Marken um das Jahr 1000

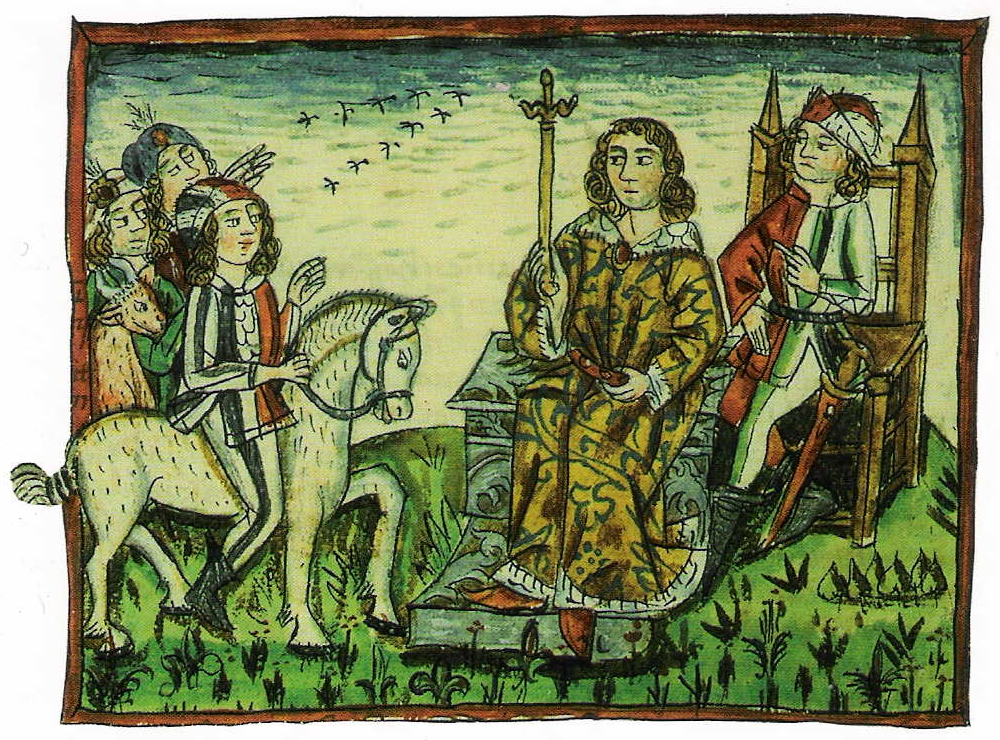
Kärntner Herzogseinsetzung auf dem Zollfeld, zeitgenössische Darstellung von Leopold Stainreuter (14. Jh.)

Die hallstattzeitliche Bevölkerung Kärntens, teils aus Venetern bestehend, mischte sich im Jahr 300 v. Chr. mit keltischen Einwanderern, wobei Religion, Brauchtum und Gesellschaftsstruktur fortbestanden.
Zu dieser Zeit verbanden sich die unabhängigen Stammesgesellschaften zum Fürstentum Noricum als erstes Staatengebilde auf dem Boden des heutigen Bundeslands Kärnten. Noricum ging unter Kaiser Augustus friedlich in der römischen Provinz Regnum Noricum auf. Am Magdalensberg auf dem Zollfeld sowie in Teurnia am Lurnfeld befanden sich damals die Zentren der Provinz. Zu Beginn der Völkerwanderung gab es eine ostgotische Oberschicht mit römischer Verwaltungs- und Militärstruktur. Nachdem die Slawen diese Oberschicht um das Jahr 600 ersetzten und einen eigenen Staat Karantanien mit dem Zentrum in Karnburg gebildet hatten, verdrängte die slawische Sprache bis zum 8. Jahrhundert die übrigen Sprachen unter Fortbestand der norischen, römischen und slawischen Bevölkerung. Zur Abwehr der Awaren ins Land gerufen gewannen nach und nach auch baierische beziehungsweise fränkische Herzöge in Kärnten an Einfluss. In den Jahren von 743 bis 907 herrschten fränkische Könige und Kaiser über das Gebiet. Anschließend wurde Kärnten wieder ein Teil des Herzogtums Baiern, wobei große Mengen bairischer Siedler folgten und die deutsche Sprache verbreiteten.
Im Jahr 976 begann eine Phase der Eigenständigkeit des Herzogtums Kärnten, die bis ins Jahr 1335 andauerte; in diese Zeit fallen zahlreiche Klostergründungen sowie der Bau von Schlössern und Befestigungsanlagen. Kaiser Ludwig der Bayer übertrug im Jahr 1335 Kärnten an die Habsburger, die es mit Österreich, Steiermark und Krain vereinigten.
In der darauf folgenden Zeit bis ins 18. Jahrhundert hinein wurde Kärnten zunächst durch die Türkenkriege, Bauernaufstände und durch die Folgen von Reformation und Gegenreformation in Mitleidenschaft gezogen. Im Zuge der Rekatholisierung wurden Tausende von Protestanten ins Exil überwiegend nach Süddeutschland und Westungarn gedrängt bzw. zur Auswanderung gezwungen.
Nach dem kaiserlichen Toleranzpatent vom Oktober 1781 konnte an 13 Orten eine evangelische Gemeinde gegründet werden, aber sichtbare Kirchen mit Glocken, Türmen und Portalen war noch nicht erlaubt. Die neuerrichteten evangelischen Bethäuser sahen daher eher wie normale Wohnhäuser aus.
Unter Maria Theresia kam es Ende des 18. Jahrhunderts zu Reformen, die die Macht der Stände beschnitten und den Bauern das Recht an ihrem Besitz zusicherten, allerdings verlor Kärnten auch seine administrative Selbständigkeit. Einen erneuten Rückschlag in der Entwicklung des Landes hatten die Koalitionskriege ab dem Jahr 1797 zur Folge, wodurch schließlich im Jahr 1809 ganz Oberkärnten an Frankreich fiel. Schon im Jahr 1813 gelangte das Land wieder unter habsburgische Herrschaft und wurde dem Königreich Illyrien unterstellt.
Nach dem Revolutionsjahr 1848 erlangte Kärnten im Jahr 1849 die Selbstständigkeit und Landeseinheit zurück und war in den Jahren 1867 bis 1918 Herzogtum in der westlichen Reichshälfte Österreich-Ungarns. Nachdem im Zuge der Auflösung des Habsburger Vielvölkerreiches nach dem Ersten Weltkrieg am 21. Oktober 1918 die Provisorische Nationalversammlung für Deutschösterreich zusammengetreten war, beschloss am 11. November 1918 die Vorläufige Landesversammlung von Kärnten die Konstituierung des Landes Kärnten sowie den Beitritt Kärntens zum Staat Deutschösterreich.
Nach Gebietsverlusten von Raibl und dem Kanaltal (445 km²) an Italien und Mießtal, Unterdrauburg und der Gemeinde Seeland im Kankertal (331 km²) an den neuen SHS-Staat und nach dem demokratisch gewährleisteten Erhalt von Südkärnten nach der Volksabstimmung vom 10. Oktober 1920 ist Kärnten in den im Friedensvertrag von Saint Germain festgelegten Grenzen ein Land der Republik Österreich.

## Bezeichnung
Der Name Kärnten geht möglicherweise auf die keltische Bezeichnung karanto für „Stein, Fels“ zurück. Zur selben Wurzel gehören auch Karnburg, Karawanken und ähnliche Namen.
Es gibt auch im Venezianischen ein Wort caranto für dürren und harten Boden, im Friulanischen carantàn mit ähnlicher Bedeutung. Eine weitere Möglichkeit wäre eine Ableitung aus dem ebenfalls keltischen carant für „Freund“, von dem etwa die Personennamen Carantius und Carantia in der Römerzeit abgeleitet sind.
Die wahrscheinlich früheste Erwähnung des Namens Kärnten erfolgte in der Kosmographie des anonymen Ravennaten, die zwischen das 8. und 9. Jahrhundert datiert wird. Dort wird der slawische Volksstamm der Carontani genannt (IV 37). Paulus Diaconus erwähnt in seiner Langobardengeschichte die „Sclavorum gens in Carnuntum, quod corrupte vocitant Carantanum“ (V 22: „der Stamm der Slawen in Carnuntum, das sie entstellend Carantanum nennen“) für das Jahr 663.
Mit Karantanien hängt auch das alte slowenische Korotan zusammen, aus dem das heutige slowenische Koroška oder Koroško (ursprünglich Adjektiv *korot-sk-), letzteres vor allem in der Lokativverwendung na Koroškem „in Kärnten“ abgeleitet wurde.
Im Mittelalter wurde der Name Kärnten verballhornend aus „caritate plena“ („voll der Liebe“) hergeleitet, um auf die weitherzige Nächstenliebe der Bewohner dieser Gegend hinzuweisen.

## Politik

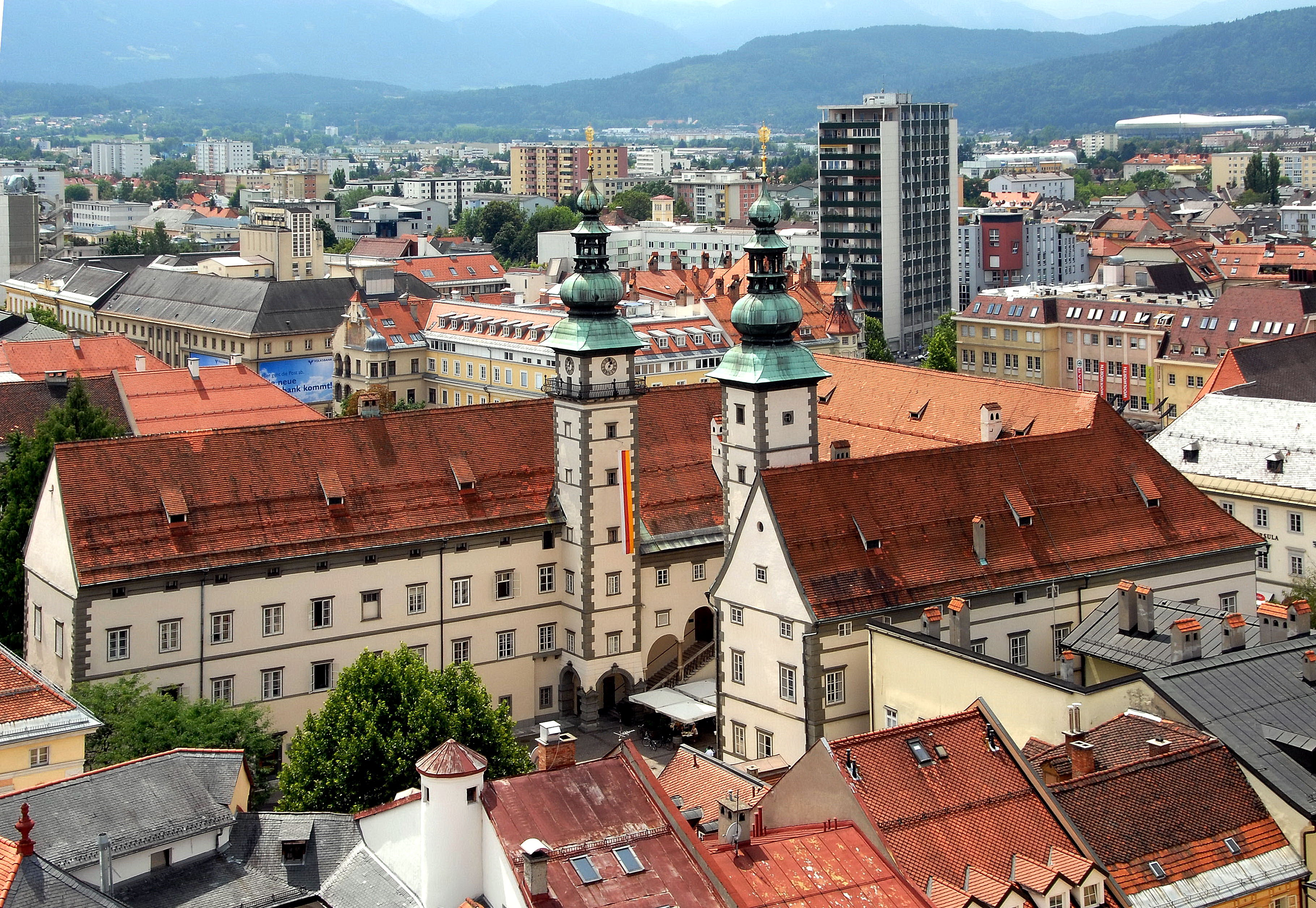
Ansicht des Landhauses Klagenfurt, Sitz des Kärntner Landtags

Die Legislative des Landes Kärnten besteht aus einem Einkammer-Parlament, dem Kärntner Landtag, mit 36 Abgeordneten, die für eine Legislaturperiode von fünf Jahren gewählt werden. Den Vorsitz in den Sitzungen führt einer der drei vom Landtag gewählten Landtagspräsidenten. Sitz des Landtages ist das Landhaus Klagenfurt.
- SPÖ: 15
- ÖVP: 7
- TK: 5
- FPÖ: 9

Die Exekutive besteht aus der Kärntner Landesregierung unter dem Vorsitz des Landeshauptmanns von Kärnten. Bis 2018 war in dieser Konzentrationsregierung jede Fraktion des Landtages (ab einer bestimmten Stärke) vertreten. Die Wahl erfolgt durch den Landtag, wobei der Wahlmodus für den Landeshauptmann dem Mehrheitswahlrecht entspricht, der der übrigen Regierungsmitglieder dem Verhältniswahlrecht. Die Kärntner Landesregierung besteht aus sieben Mitgliedern: dem Landeshauptmann, zwei Landeshauptmann-Stellvertretern und vier Landesräten.
Den Landeshauptmann stellte die SPÖ von 1945 bis 1989 und ab 2013, die ÖVP 1991 bis 1999, und FPÖ bzw. BZÖ 1989–1991 und 1999–2013.
Die derzeitige Landesregierung Kaiser III wurde bei der konstituierenden Sitzung des Landtages am 13. April 2023 gewählt, wobei SPÖ und ÖVP eine Koalition bilden:

Auf Gemeindeebene werden die Bürgermeister direkt gewählt.

Das Kärntner E-Government-Portal bietet Online- und Druck-Formulare, mit denen Bürger ihre Anträge unabhängig von Zeit und Ort ausfüllen und einreichen können. Dabei wird u. a. in den Bereichen Gesundheit, Umwelt oder Wirtschaft und Tourismus der Weg auf die Behörde erspart. In Kärnten verdiente der Landeshauptmann im Jahr 2016 mit 14.254 Euro Monatsbrutto um 9–18 % weniger als in den acht anderen Bundesländern.

### Landessymbole

#### Wappen
Blasonierung des Kärntner Wappens: „Gespalten von Gold und Rot, vorne pfahlweise drei schreitende rotbewehrte und  -bezungte schwarze Löwen, hinten ein silberner Balken. Auf dem goldgekrönten Spangenhelm mit rot-goldenen Decken zwei goldene Büffelhörner, außen mit je fünf goldenen Stäbchen besteckt, an denen rechts je drei herabhängende schwarze, links je drei rote Lindenblätter.“
Es entstand als Anspruchswappen Herzog Ulrichs III. auf die Babenberger Lande. Das ursprüngliche Wappen war In Silber ein schwarzer Panther.

#### Flagge
Die Kärntner Flagge ist Gold-Rot-Weiß und damit als einzige Flagge eines österreichischen Bundeslandes dreifarbig.

#### Landeshymne
Die Landeshymne ist das Kärntner Heimatlied. Die ersten drei Strophen entstanden im Jahr 1822 durch Johann Thaurer Ritter von Gallenstein und wurden im Jahr 1835 durch Josef Ritter von Rainer-Harbach vertont. Sie beschreiben Kärntner Landschaften. Zur Landeshymne wurde sie im Jahr 1911 erhoben. Im Jahr 1930 wurde die Hymne nach einem Preisausschreiben um eine vierte Strophe von Agnes Millonig erweitert, die sich auf den Kärntner Abwehrkampf bezieht.

## Wirtschaft und Infrastruktur
Im Jahr 2020 erreichte Kärnten im Vergleich zum Bruttoinlandsprodukt der Europäischen Union zu Kaufkraftstandards einen Indexwert von 108 (EU-27: 100, Österreich: 124). Zu Marktpreisen entsprach Kärntens Bruttoinlandsprodukt pro Kopf im Jahr 2020 sogar einem Indexwert von 123 vom EU-Durchschnitt (Kärnten: 36.900 Euro, EU-27: 29.900 Euro). Der größte Arbeitgeber ist die Kärntner Landeskrankenanstalten-Betriebsgesellschaft, gefolgt von der Kärntner Landesregierung und den Österreichischen Bundesbahnen.

### Land- und Forstwirtschaft
Im Jahr 2007 gab es in Kärnten 18.911 land- und forstwirtschaftliche Betriebe, davon 5.272 im Haupterwerb. Die Anzahl der Betriebe hat sich seit 1945 fast halbiert.
Im Jahr 2008 wurden 34.118 Milchkühe gehalten, die 206.000 Tonnen Milch lieferten. In Summe gab es 193.758 Rinder, 142.224 Schweine sowie 43.344 Schafe und 4.236 Ziegen.
Die Waldfläche beläuft sich in Kärnten auf 505.910 Hektar. 2008 wurden in Summe 2.798.455 Festmeter Holz eingeschlagen, das sind 12,8 % des österreichischen Gesamteinschlags.

### Industrie
Die Industrie ist Kärntens wichtigster Wirtschaftszweig. In der Herstellung von Waren waren im Jahr 2018 direkt 35.337 Einwohner beschäftigt, im Tourismus sind es mit 14.638 deutlich weniger. Die stärksten Branchen der Industrie sind: Elektronik mit einem Produktionswert 2017 von 2,9 Mrd. Euro, Maschinen/Metall mit 1,8 Mrd. Euro, Holz mit 1,2 Mrd. Euro und Chemie mit 1,16 Mrd. Euro.
Die Kärntner Industrie gestaltet den Forschungs- und Innovationsstandort wesentlich mit. Die im Sommer 2017 vom IHS Kärnten veröffentlichten Daten des Jahres 2015 zu Forschung und Entwicklung in den österreichischen Bundesländern zeigen gegenüber dem Jahr 2013 wieder eine Verbesserung. Bei der Forschungsquote ist das Bundesland mit einem Anteil von 3,15 Prozent am regionalen BIP hinter Steiermark (5,16 %), Wien (3,66 %) und Oberösterreich (3,18 %) von Rang 5 auf Rang 4 aufgestiegen. Insgesamt betragen die Forschungsausgaben 585,3 Mio. Euro, d. i. um 15,5 % mehr als im Jahr 2013. Mit dieser Steigerung liegt Kärnten auf Rang drei im Bundesländervergleich. Rund 79 Prozent der Forschungsausgaben kommen aus dem betrieblichen Sektor. Das ist ebenfalls ein Spitzenwert in Österreich. Dabei hat Kärnten von allen Bundesländern den höchsten Anteil von Forschungsausgaben ausländischer Betriebe. Laut WIFO (4. Quartal 2018) hat die Sachgüterproduktion/Industrie hier von allen Bundesländern mit 17,2 Prozent den höchsten Anteil an High-Tech-Beschäftigten.

### Tourismus
Kärnten ist nach Tirol und Salzburg das wichtigste Bundesland für den Tourismus als Wirtschaftszweig in Österreich. Im Jahr 2020 erzielte es 11,1 Mio. Übernachtungen. Kärnten hat damit eine Tourismusintensität von 20 Übernachtungen je Einwohner, ebenfalls mehr als alle anderen Bundesländer mit Ausnahme von Tirol und Salzburg. Dies bedeutet, dass der Tourismus in Kärnten wirtschaftlich und sozioökonomisch eine besonders wichtige Rolle spielt.
Hinsichtlich der durchschnittlichen Aufenthaltsdauer liegt es mit 4,4 Übernachtungen je touristischer Ankunft zusammen mit Tirol an erster Stelle unter allen Bundesländern. Kärntens Tourismus unterscheidet sich von jenem der übrigen Bundesländer durch eine Reihe von Merkmalen.
In Kärnten spielt vor allem der Sommertourismus eine zentrale Rolle: Der Wintertourismus trägt in Kärnten hinsichtlich der Anzahl der Übernachtungen nur 28 % gegenüber 49 % im österreichischen Durchschnitt bei. Obwohl Kärnten einige bedeutende Wintersportgebiete (Nassfeld, Bad Kleinkirchheim, Mallnitz, Heiligenblut, Katschberg) aufweisen kann, ist die erzielte Wertschöpfung des Tourismus als Wirtschaftszweig in den Sommermonaten  mit ca. 72 % der gesamten Jahresübernachtungen in Kärnten von überragender Bedeutung. Als Gründe dafür ist die geografische Lage des Landes südlich des Alpenhauptkammes, und damit relativ abgelegen von den wichtigsten Quellräumen des Wintertourismus zu nennen. Hinzu kommt die bei starkem Wintereinbruch erschwerte Erreichbarkeit der Wintersportdestinationen des Landes. 
Kärnten hat für ein alpines Bundesland eine relativ breite Herkunftsverteilung auf die Ausländer- und Inländer-Nachfrage. Im Jahr 2011 entfielen 37 % aller Übernachtungen auf Inländer und 63 % auf Ausländer. Der zunehmende Inländertourismus hat Kärnten vor zu starken Nachfragerückgängen bewahrt.
Während Kärntens Auslastungsquoten der Bettenkapazität bei den gewerblichen Betrieben gut sind (4/5-Stern-Betriebe haben im Sommerhalbjahr eine durchschnittliche Auslastung von 55 %, 3-Stern von 36 %, 2/1-Stern-Betriebe allerdings nur von 23 %), ist sie bei den vielen Privatquartieren oft unzureichend. Kärnten hatte im Jahr 1990 noch 220.000 Betten. Seither sind 90.000 Betten, vor allem in Privatquartieren und qualitativ geringwertigeren gewerblichen Betrieben, aufgegeben worden, sodass Kärnten 2011 noch 130.000 Betten zählte – auch dies nach Tirol und Salzburg ein hoher Wert. Aber in keinem Bundesland hat die Bettenzahl in diesem Zeitraum so stark abgenommen. Der Hintergrund ist ein hoher Nachfragerückgang vor allem bei den ausländischen Übernachtungen. Kärnten erreichte um 1980 fast 20 Mio. Übernachtungen. Vor allem im Zeitraum 1990 bis 1995 verzeichnete es die stärksten Einbußen aller Bundesländer, einen dramatischen Rückgang um rund 5 Mio. Übernachtungen. Dies betraf vor allem die Ausländernachfrage und damit den Sommertourismus. Seither pendelte sich die Nachfrage auf rund 12 Mio. Übernachtungen ein.
Rund 20 % der Nächtigungen entfielen 2008 auf die 128 Campingplätze, ein international gesehen hoher Wert. 85 % aller Nächtigungen entfielen auf Deutsche (41 %), Österreicher (37 %) und Niederländer (9 %).
Die höchste Tourismusdichte (Übernachtungen pro Einwohner) verzeichneten die Gemeinden Sankt Kanzian am Klopeinersee, Keutschach am See, Maria Wörth und Pörtschach.
Der Wintertourismus ist in Kärnten schwächer ausgeprägt, aber ein Wachstumssektor. In der Saison des Jahres 2007/08 (November bis April) wurden 3,7 Millionen Übernachtungen gezählt, das ist der höchste Wert seit Beginn der statistischen Aufzeichnungen. Die Übernachtungen stiegen im Vergleich zum Vorjahr um 3,1 %. Nach dem Herkunftsland führten die Österreicher (33 %) vor den Deutschen (30 %) und Ungarn (7 %). Die höchste Tourismusdichte verzeichneten die Gemeinden Bad Kleinkirchheim, Heiligenblut, Rennweg, Mallnitz und der Weißensee.

### Energiewirtschaft
In Kärnten wird die Wasserkraft besonders intensiv genützt. Die 540 Kärntner Wasserkraftwerke (hiervon 330 Kleinwasserkraftwerke) decken 90 % des Kärntner Strombedarfs. Die Hälfte der Produktion entfällt auf die zehn Kraftwerke an der Drau. Größte Speicherkraftwerke sind das Maltakraftwerk, das Kraftwerk Reißeck und die besonders komplexe Kraftwerksgruppe Fragant.
Durch Kärnten verläuft die Adria-Wien Pipeline, die Transalpine Ölleitung und die Trans Austria Gasleitung.

### Bergbau
Der Bergbau spielt heute in Kärnten nur noch eine untergeordnete Rolle. Es gibt neben einer Vielzahl von Steinbrüchen nur zwei aktive Bergbaubetriebe: Eisenglimmer in Waldenstein (Stadtgemeinde Wolfsberg) und Magnesit bei Radenthein.
Ein Abbau von Lithium auf der Weinebene (Koralpe) im Bezirk Wolfsberg wird seit Jahren diskutiert.

### Erwerbstätige und Beschäftigte
Von den 237.648 Erwerbstätigen des Jahres 2011 waren 5 Prozent in der Land- und Forstwirtschaft, 26 % in Industrie und Gewerbe sowie 69 % im Dienstleistungssektor tätig.
Im Jahresdurchschnitt 2008 gab es in Kärnten 209.291 unselbständig Beschäftigte, davon rund 47 % Frauen. Die wichtigsten Bereiche waren dabei Sachgütererzeugung (37.062), Öffentliche Verwaltung/Sozialversicherung (33.650) und Handel/Reparatur von Kraftfahrzeugen (32.414), die zusammen 49 % der Arbeitnehmer beschäftigten. Im Bauwesen gab es 17.059, im Gesundheits- und Sozialwesen 16.168, im Beherbergungs- und Gaststättenwesen 13.659 Beschäftigte.
Die Arbeitslosenquote lag im Jahr 2020 bei 4,7 % und war damit nach Wien (10,7 %) und vor der Steiermark (4,4 %), dem Burgenland (4,2 %) und Niederösterreich (4,2 %) die zweithöchste unter den Bundesländern.

### Bildung und Forschung

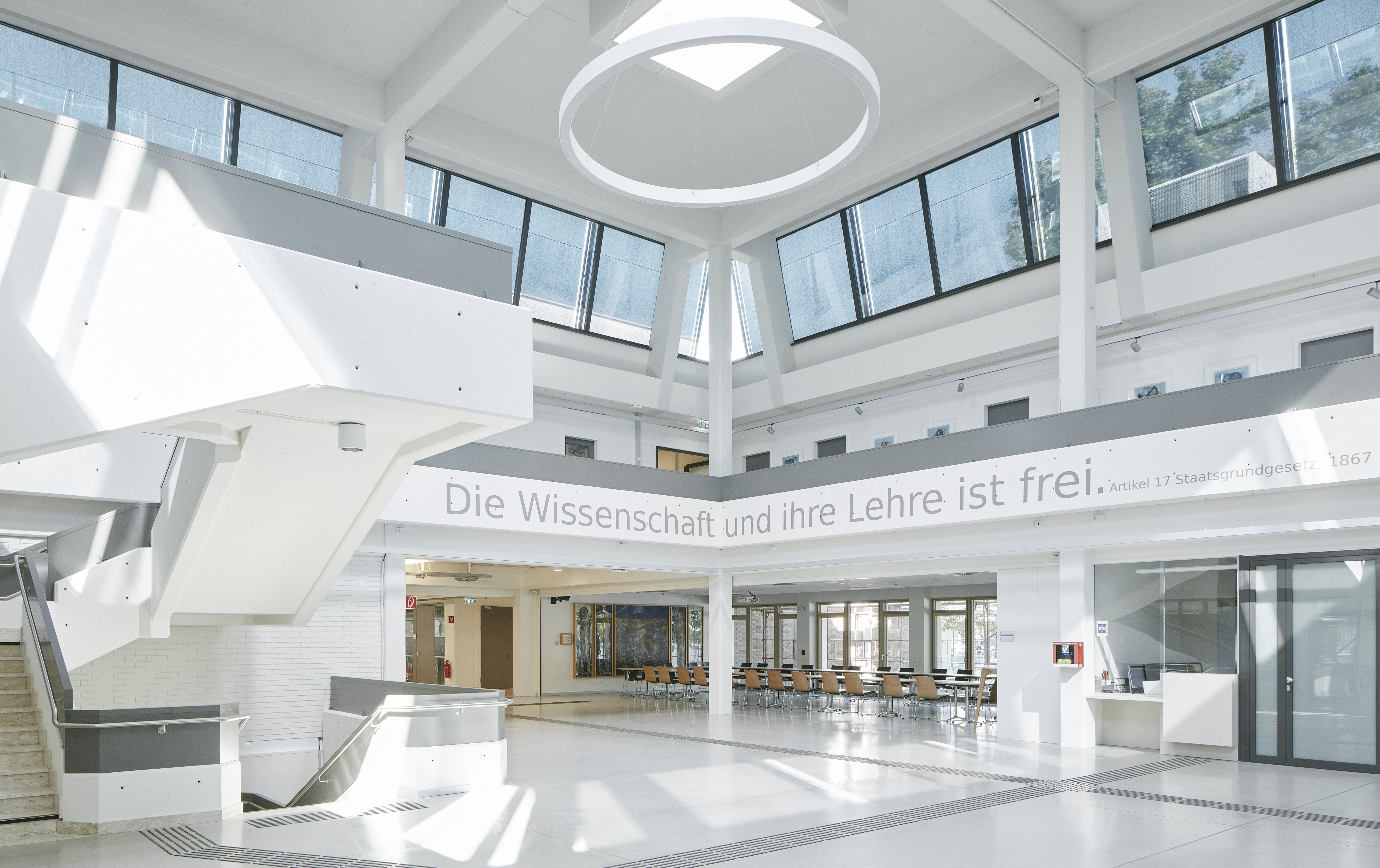
Foyer, Hauptgebäude der Universität Klagenfurt (2018)

Größte Forschungs- und Bildungseinrichtung Kärntens ist die im Jahr 1970 gegründete Alpen-Adria-Universität Klagenfurt mit rund 12.000 Studierenden und einem Jahresbudget von 74 Millionen Euro (Stand 2022, ohne Drittmittel). Sie erbringt universitäre Lehre und Forschung in den Kultur- und Sozialwissenschaften, den Wirtschaftswissenschaften, den Rechtswissenschaften und den Technischen Wissenschaften.
Im Jahr 2019 in der Rechtsform einer Privatuniversität neu gegründet wurde die Gustav Mahler Privatuniversität für Musik.
Die Fachhochschule Kärnten betreibt an den vier Standorten Klagenfurt, Villach, Spittal an der Drau und Feldkirchen Studienangebote in den Sparten Technik, Wirtschaft, Gesundheit und Soziales.
Die Pädagogische Hochschule Kärnten ist seit dem Jahr 2013 gemeinsam mit der Universität Klagenfurt Teil des „Entwicklungsverbunds Süd-Ost“ der Lehrerbildung neu, zusammen mit Hochschulen und Universitäten der Steiermark und des Burgenlandes.

### Gesundheit
In Kärnten gab es im Jahr 2014 14 Akutkliniken. Von diesen waren 11 mit dem Kärntner Gesundheitsfonds verbunden. Zwei befinden sich bei Sanatorien. Eine befindet sich beim UKH Klagenfurt der AUVA.
Von den Fondskrankenhäusern befinden sich fünf in Trägerschaft der KABEG (Klinikum Klagenfurt am Wörthersee, Landeskrankenhaus Villach, Landeskrankenhaus Wolfsberg, Gailtal-Klinik und Landeskrankenhaus Laas). Zwei werden von der Diakonie betrieben (Krankenhais Waiern und Sonderkrankenhaus de la Tour). Drei stehen in katholischer Trägerschaft (Elisabethinenkrankenhaus Klagenfurt, Deutsch-Ordens-Spital Friesach und Krankenhaus der Barmherzigen Brüder St. Veit/Glan). Das Krankenhaus Spittal an der Drau ist eine gGmbH in der Tradition eines Familienunternehmens.
97 Prozent der Bevölkerung leben weniger als eine halbe Autostunde von einer dieser Akutkliniken entfernt. Die 23 Kärntner Rettungsdienststandorte können 78 Prozent der Bevölkerung innerhalb von 15 Minuten mit dem Auto erreichen. Im Jahr 2014 waren in Kärnten 420 praktische Ärzte, 640 Fachärzte und 270 Zahnärzte niedergelassen.

## Kultur

### Museen in Kärnten
Zu den Museen in Kärnten gehören unter anderem das Landesmuseum Kärnten mit seinen Standorten in Klagenfurt, dem Freilichtmuseum Maria Saal, dem Archäologischen Park Magdalensberg und dem Römermuseum Teurnia. Zu den wichtigen Stadtmuseen gehört das Stadtmuseum Villach, das unter anderem die Lebensgeschichte ihres zeitweiligen Bürgers Paracelsus dokumentiert.

### Literatur

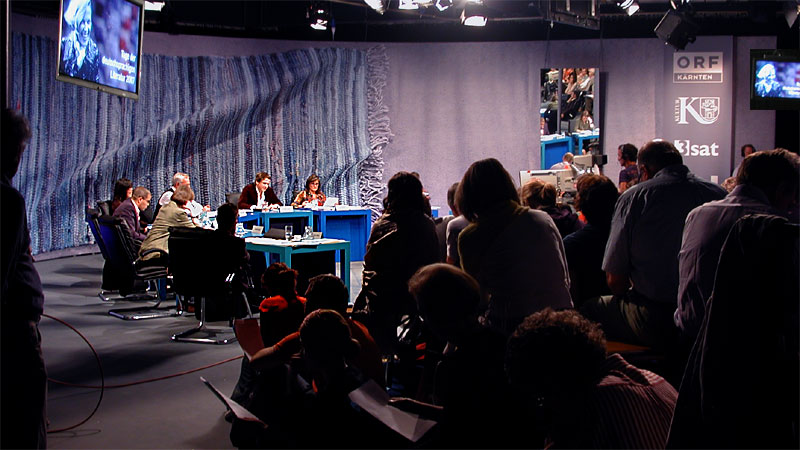
Ingeborg-Bachmann-Preis 2007

### Bildende Kunst

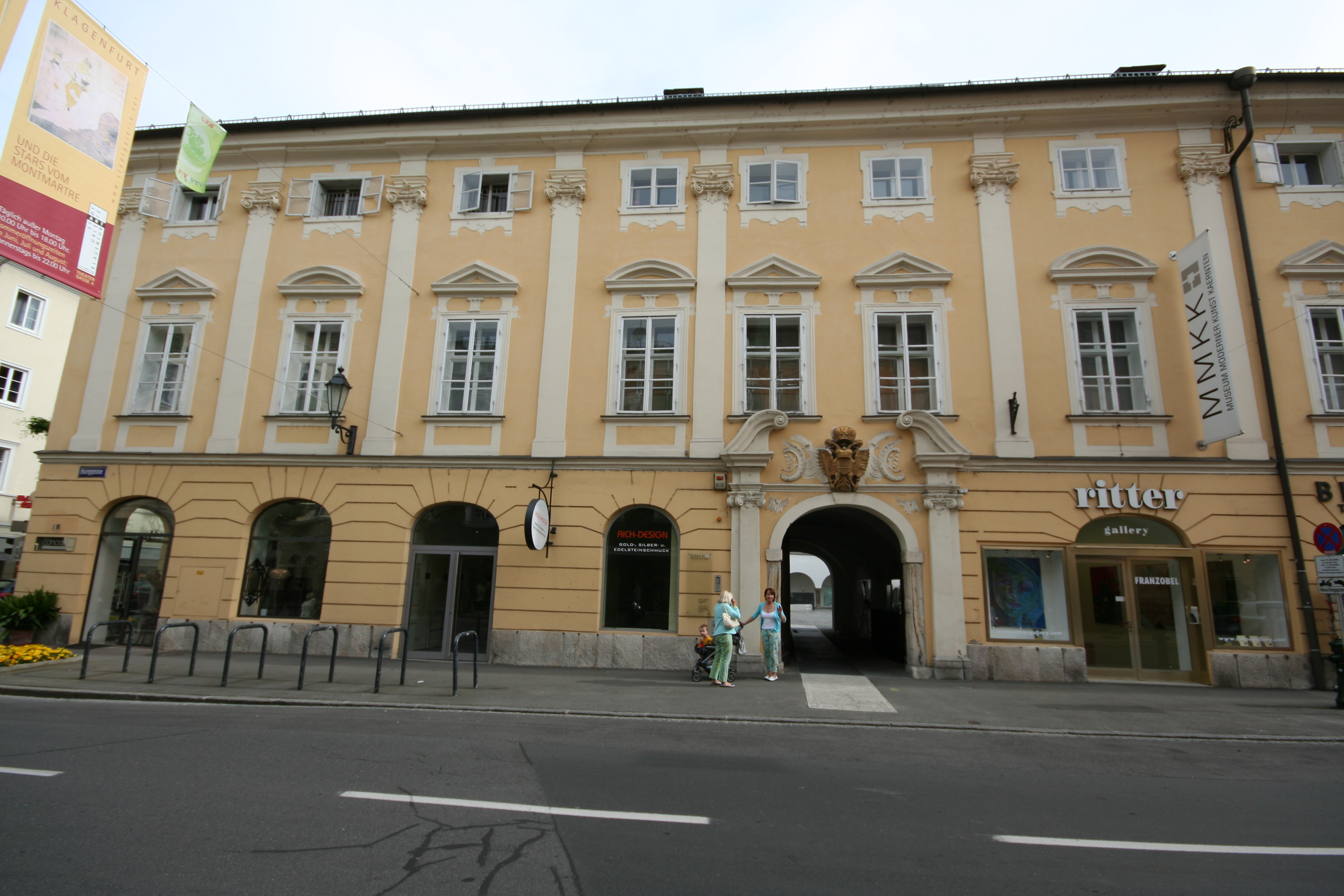
Die Burg in Klagenfurt beherbergt das Museum Moderner Kunst Kärnten

Im frühen 20. Jahrhundert war der Nötscher Kreis mit den Malern Sebastian Isepp, Franz Wiegele, Anton Kolig und Anton Mahringer mit seiner europäischen Ausrichtung tätig. Nur lose mit dem Kreis verbunden war der Maler Herbert Boeckl. Eine kunstpolitische Kontroverse war der Streit um die Kolig-Fresken im Klagenfurter Landhaus ab dem Jahr 1931, die in der Abschlagung der Fresken im Jahr 1938 endete. In der Architektur ist Gustav Gugitz, der Erbauer des Landesmuseums zu nennen, während die Wörthersee-Architektur mit den Villen und Hotels vornehmlich von Wiener Architekten geprägt ist. Für seine Holzschnitte bekannt ist Switbert Lobisser. Holzschnitte und Gemälde, vor allem seiner Bleiburger Wahlheimat fertigte Werner Berg.
Nach dem Jahr 1945 leiteten Maria Lassnig, Hans Staudacher und Hans Bischoffshausen einen radikalen Neubeginn ein. Wichtige Stätten waren und sind der Kärntner Kunstverein, die Galerie Hildebrand, das Nötscher-Kreis-Museum sowie das im Jahr 2003 eröffnete Museum Moderner Kunst Kärnten. Zwei öffentlichkeitswirksame „Kunstskandale“ waren im Jahr 1950 die Fresken von Giselbert Hoke im Hauptbahnhof Klagenfurt sowie im Jahr 1998 die Neugestaltung des Sitzungszimmers im Landhaus durch Anton Koligs Enkel, Cornelius Kolig.
Ein von Kiki Kogelnik entworfener Brunnen steht nahe dem Landhaus. Weitere bildende Künstler sind Valentin Oman, Bruno Gironcoli, Meina Schellander und Karl Brandstätter. Der Architekt Günther Domenig hat in Kärnten das Steinhaus am Ossiacher See, den Bau für die Landesausstellung in Hüttenberg und den Zubau für das Stadttheater Klagenfurt entworfen.